# Bustelo (Cinfães)
Bustelo is een plaats (freguesia) in de Portugese gemeente Cinfães en telt 153 inwoners (2001).

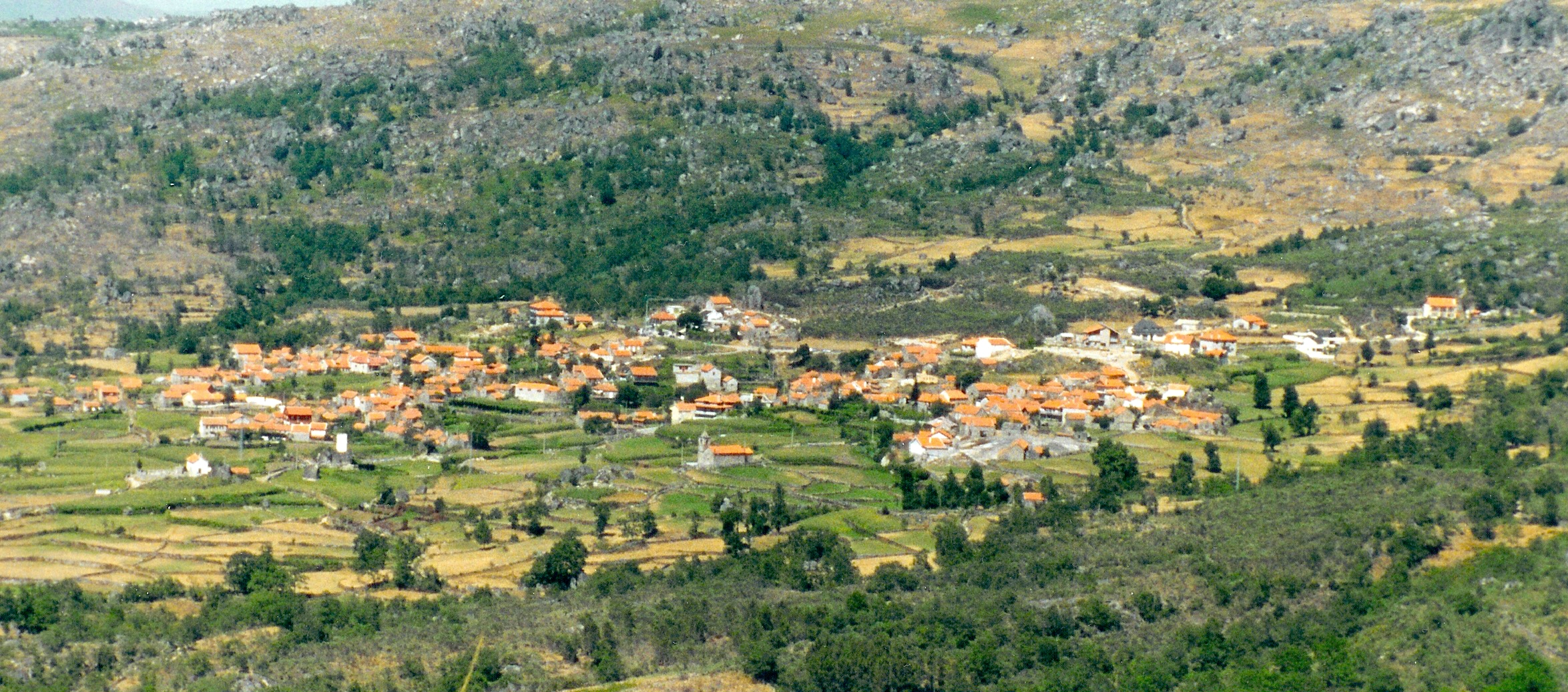
Bustelo